# Meenkhera, Homnabad
Meenkhera là một làng thuộc tehsil Homnabad, huyện Bidar, bang Karnataka, Ấn Độ.